# Мукя
Мукя (рум. Muchea) — село у повіті Бреїла в Румунії. Входить до складу комуни Сіліштя.
Село розташоване на відстані 168 км на північний схід від Бухареста, 12 км на північний захід від Бреїли, 144 км на північний захід від Констанци, 19 км на південний захід від Галаца.

## Населення
За даними перепису населення 2002 року у селі проживали 403 особи, усі — румуни. Усі жителі села рідною мовою назвали румунську.